# Катун (дружина)
Катун (cathone), општина (comune) или дружина (compagnia), је назив за средњовјековни облик ситних самоуправних организација (дружина, заједница људи, обухваћених неком унутрашњом организацијом). Такође, и турски израз „џемат“ садржи у себи појам катуна. Овај облик удруживања људи је последица одсуства некада јаке централне власти (као и ратова и сукоба, како у Зети, тако и сусједним областима) у другој половини 14. и 15. вијеку. Катун је и „планински предео са пасиштима у којима се становало привремено са стоком и у којима се живело само преко лета у колибама“

## Ширење катуна
Средњовјековни катун није ни повремени или стални љетни „стан“ или „бачија“ (какво значење та ријеч има данас). Основно занимање у катуну је сточарство, па је заједница некада била прилично покретљива. Раније је сточарење тако било везано са дизањем привремених логора под шаторима. „Подизање шатора“ (нпр. „Разапеше Пипери катуне“) би се могло у 14. и 15. вијеку протумачити као постепено ширење катуна (дружине) на нове територије, односно први корак до изградње сталних насеља (села) на новим територијама. Облик и обими катуна су разноврсни, а од значаја су њихове ратничке дружине (чије су услуге користили господари Зете и Деспотовине, као и Млечани). На крају, поједине дружине (катуни) успијевају да захвате пространије територије, у којима постоји криза старе власти и друштвених односа . У другој половини 14. и 15. вијеку, ове дружине дижу стална села, ван или у самим жупама. Насељавају проније, црквена властелинства и дистркте градских општина, који су већ некоме потчињени (градској општини или господару : Балшићима, српским деспотима, Млечанима). Самим насељавањем, дружине уносе извјесни елемент самоуправе, окупљају у своју заједницу више расутих села, а прикључују им се и други, обично мањи катуни (дружине) и називају се „општинама“. Такве дружине (општине, катуни) са већим бројем села и заселака, између осталих су били: Малоншићи, Пјешивци, Пипери, Кучи, Бјелопавлићи, Матагужи, Тузи, Хоти и Лужани. Већи катуни (дружине, општине) зачетак су племена у Црној Гори.

## Старјешина катуна
Старјешина се бирао из породице која се истицала богатством и ратним угледом и борио се да старјешинство пређе на његове потомке. Нарочито управља заједницом приликом покрета или рата. Управља у договору са представницима осталих породица. Ширењм катуна, у њему се множи ситна ратничка властела. Међу истакнутим појединцима у катуну, од значаја су родбинске везе. Заповједник „ратничке дружине“ катуна (општине) је обично старјешина катуна, његов син или неко од ближе родбине (братства).